# John Carradine
John Carradine, ursprungligen Richmond Reed Carradine, född 5 februari 1906 i Greenwich Village i New York, död 27 november 1988 i Milano i Italien, var en amerikansk skådespelare.
Han började som konstnär och porträttecknare. 1925 sadlade han om till skådespelaryrket, när han gjorde scendebut i New Orleans i Kameliadamen och blev sedan medlem i ett Shakespeareteatersällskap. 1927 liftade han runt i USA:s västra stater och försörjde sig ännu en gång på att teckna porträtt. 1930 gjorde han filmdebut, under namnet John Peter Richmond. 1935 skrev han kontrakt med filmbolaget Fox och började en mycket framgångsrik karriär som en av Amerikas främste karaktärsskådespelare.
Han medverkade i över 200 filmer, ofta i roller som skurk. Privat var han känd som en lite "udda" figur, som promenerade runt på gatorna i Hollywood medan han med sin raspiga röst citerade Shakespeare (därav hans smeknamn "Bard of the Boulevards"). Han var gift fyra gånger, och är far till fem söner varav tre blev skådespelare: David Carradine, Keith Carradine och Robert Carradine.

## Filmografi i urval
- 1936 – Maria Stuart
- 1937 – Havets hjältar
- 1938 – Alexanders Ragtime Band
- 1939 – Diligensen
- 1939 – Baskervilles hund
- 1940 – Frank James hämnd
- 1940 – Vredens druvor
- 1941 – Blod och sand
- 1943 – Captive Wild Woman
- 1944 – Alaska
- 1945 – Fallen ängel
- 1955 – Främlingen
- 1956 – De tio budorden
- 1957 – Sanningen om Jesse James
- 1957 – The Story of Mankind
- 1960 – Huckleberry Finns äventyr
- 1962 – Mannen som sköt Liberty Valance
- 1964 – Indianerna
- 1970 – Myra Breckinridge
- 1976 – Den siste gunfightern
- 1976 – Den siste magnaten
- 1980 – De laglösa
- 1982 – Brisby och Nimhs hemlighet (röst)